# チカブーン
チカブーン（Chica Boom）は1984年に結成された、キューバと日本の音楽交流の先駆けとなった、女性メンバーのみで構成されたサルサ・バンド。所属事務所はUno Music。
1992年、ビクター音楽産業よりバンド名を冠したアルバムで1月にメジャー・デビュー。3月にはデビュー・シングル「カプセル」が関西テレビ「さんまのまんま」エンディングテーマに使用・FM802での同月ヘヴィー・ローテーションに選ばれた。その翌年の1993年には日本ゴールドディスク大賞「The Best 5 New Artists of Year」を受賞。田村正和主演TBS日曜劇場「カミさんの悪口」主題歌「春 夏 秋 冬・朝 昼 夜」、日本マクドナルド「マックシェイク」CMソング「Ah〜かんちがい」などタイアップ楽曲も手掛け、日本語サルサを追求。国内のみならずキューバ、フランス、ドミニカ共和国、メキシコ公演でも人気を博す。2022年、メジャー・デビュー30周年を迎える。25年振りに新曲「ときめき Boom Boom」（作詞・作曲：エリック・フクサキ）をJVCケンウッド・ビクターエンタテインメントより配信でリリース。

## 来歴
- 1984年
  - リーダー・森村あずさの呼びかけでサルサ愛好女性が集まり公園でパーカッションのセッションを始める。
- 1985年
  - 原宿のライブハウス・クロコダイルでデビュー。
  - 定期的にライブを続け、北海道から鹿児島まで様々なイベントに出演。
- 1989年
  - ボーカル・志村享子が加入。
  - ハバナ市からの招待でハバナのカーニバルで演奏。
  - キューバ国立民族舞踊団に短期留学。
- 1990年
  - キューバ・ハバナのカーニバル、ホテルカプリに出演。同公演がきっかけでビクター音楽産業（現：JVCケンウッド・ビクターエンタテインメント）からのデビューを掴む。
  - キューバの国民的番組「Contacto」に出演。
  - キューバセレバンティーノ音楽学校に短期留学。
  - キューバ国民的バンド「Los Van Van」日本公演オープニングアクト出演。
- 1991年
  - テレビ朝日系「PRE★STAGE」、テレビ東京「タモリの音楽は世界だ」出演。
- 1992年
  - 1月21日、ビクター音楽産業から1stスタジオ・アルバム『Chica Boom』でメジャー・デビュー。2代目のキーボーディストとして柴草玲が加入。
- 1993年
  - 日本ゴールドディスク大賞「The Best 5 New Artists of Year」受賞[1]。
  - フランスのフェスティバル・ハルに出演（アミアン・パリ”New Morning"・アングレム・ニーム”Feria des Vendages”）。
  - 5thシングル「春 夏 秋 冬・朝 昼 夜」がTBS系日曜劇場田村正和主演『カミさんの悪口』の主題歌に使用される。
  - 国立民族舞踊団に短期留学。
  - キューバ サロン・ロサード等で公演。
  - カリビアン・カーニバルにてEl Gran Combo,Oscar D'Leonと共演。
  - その他、日本各地の様々なイベント、音楽フェスティバルにも出演。並行してCMソングを数多く手掛ける。
- 1995年
  - 志村享子がNHK BS2「真夜中の王国 熱帯マンゴー」MC就任。
  - 同年バンド活動休止。
- 1996年
  - 1年間の休止の後、新メンバーで活動を再開。
- 1999年
  - 湘南ひらつか七夕まつりのテーマソングをプロデュース。
- 2000年
  - 徳島「阿波踊りサウンドフェスティバル」出演。日野皓正バンド、CHARCOAL FILTERと共演。
- 2002年
  - 神奈川県主催2002FIFAワールドカップ記念文化催事「Arts Fusion 2002」出演。
- 2004年
  - キューバ公演（日本キューバ外交修好条約締結75周年）。
  - ハバナ・バラデロ公演。キューバ国営放送で公演の模様が放送される。
- 2007年
  - JASRAC音楽講座「ミュージック・ジャンクション」に出演。
- 2015年
  - 11月12日、原宿・クロコダイルにて同窓会・結成30周年記念ライブを開催[2]。出演メンバーは、森村あずさ（Timbales）、志村享子・吉田由香里（Vo）、鈴木典子・金山公美子（Key）、坂口かおる（Bass）、太田みちこ（Bongo,Cho）、伊達弦（Conga）、藤井摂（Dr）、平田直樹・福本佳仁・藤井美智・森裕子（Tp）、ロベルト小山（Sax）、青木タイセイ（Tb）。ゲストは、大儀見元（Per）とNORA。
- 2018年
  - ライブ「Chica Boom with Orquesta Del Sol」を以下3ヶ所で開催。
    - メキシコ・ヤウテペック/メキシコシティ（日墨外交修好条約締結130周年）
    - キューバ・ハバナ・メージャー劇場/バラデロ（日系移民120周年記記念）
    - サント・ドミンゴ（ドミニカ共和国UNFU大学公演）
- 2019年
  - メキシコ大使館にてメキシコ公演報告会。
- 2021年
  - 7月1日、4K海外配信用公演 "デビュー30周年カウントダウンプレ公演"を開催。
- 2022年
  - デビュー30周年公演を渋谷・大和田さくらホールで開催。
  - 25年振りの新曲"ときめき Boom Boom"（作詞・作曲：エリック・フクサキ）をJVCケンウッド・ビクターエンタテインメントより配信リリース。
  - BSフジ『Chica Boomデビュー30周年記念公演30th Annivesary Live"』放映。

## メンバー

### デビュー&30周年メンバー
- 森村あずさ　（Timbales）・リーダー
- 坂口かおる　（Bass）
- 志村享子　（Vo）
- 小野かほり　（Bongo）
- 山本聡子　（Tb）

### 旧メンバー
- 鈴木典子　（Key）（デビューメンバー）
- 石田みき（石田美紀）　コンガ（デビューメンバー）
- 柴草玲　（Key）（1992年-1995年）
- 太田みちこ　（Cho,Per）
- 森裕子　（Tp）
- 金山公美子　（Key）
- 吉田由香里　（Vo）（1987年-1991年）
- 磯部直美　（Conga）（1996年-2002年）
- 塚田直江　（Cho）（1年間のみ活動）
- 松井美輪　（Bass）（脱退後ソロ転向）

## ディスコグラフィ

### シングル
1. 「カプセル」（1992年3月7日）
  - FM8021992年3月ヘヴィー・ローテーション
  - 関西テレビ「さんまのまんま」エンディングテーマ
  - ESTのソルドCMソング
2. 「Mentirosa」（1992年6月21日）
3. 「いちばん近い天国」（1992年11月21日）
4. 「ラストダンスは私に」（1993年8月21日）
5. 「春 夏 秋 冬・朝 昼 夜」（1993年11月26日）
  - TBS日曜劇場「カミさんの悪口」主題歌
6. 「夏がせつない」（1994年7月21日）
  - 1994年関西セルラー電話CM
7. 「あなたの声に逢いたくて」（1994年11月9日）
  - 1994年関西セルラー電話CM
8. 「愛をCooking」（1995年6月21日）

### アルバム
| 枚                               | 発売日                           | タイトル                         | 収録内容 | 備考                             |
| なつめぐレーベル（インディーズ） | なつめぐレーベル（インディーズ） | なつめぐレーベル（インディーズ） | なつめぐレーベル（インディーズ） | なつめぐレーベル（インディーズ） |
| -------------------------------- | -------------------------------- | -------------------------------- | --- | -------------------------------- |
| Mini                             | 1991年                           | CHICA BOOM                       | |                                  |
| ビクター音楽産業（メジャー）     |                                  |                                  | |                                  |
| 1st                              | 1992年1月21日                    | CHICA BOOM                       | 1. TEMA 2. CHICA BOOM 3. 異国の恋人 4. こわれた時計（1stシングルのカップリングとしてシングルカット） 5. LUNA DE MIEL 6. カプセル （1stシングルとしてシングルカット） 7. MI BOMBA SONO 8. お願い神様 9. LA HABANA CALIENTE 10. 夢の予言                                                                        |                                  |
| 2nd                              | 1992年6月21日                    | 愛し Te Quiero 〜Chica BoomII〜  | 1. 愛しTe Quiero（スペイン語バージョン・2ndシングルのカップリング） 2. 波が悲しみをさらってゆく 3. Mentirosa（2ndシングル。本作と同時発売） 4. Que Sera 5. 星のささやき 6. Ah・・・かんちがい 7. 微睡まず 8. Fin De Semana 9. BOY 10. Lagrimas Negras                                                         |                                  |
| 3rd                              | 1993年8月21日                    | Esencia                          | 1. 朝 2. 微笑みの約束 3. もう想い出に逃げない 4. タブー（4thシングルのカップリング） 5. ある日、あなたに 6. このまま夢の中で 7. Esencia 8. ドンドコ 9. A donde vamos ? 10. 月になりたい 11. ラストダンスは私に（4thシングル） 12. Yemaya                                                                      |                                  |
| Best                             | 1994年1月21日                    | 春夏秋冬〜Chica Boom selection   | 1. いちばん近い天国（3rdシングル） 2. カプセル 3. メンティローサMentirosa 4. 春夏秋冬・朝昼夜（5thシングル） 5. いつまでも・・・（3rdシングルのカップリング） 6. 愛しTe Quiero（日本語バージョン） 7. Ah・・・かんちがい 8. 月になりたい 9. 異国の恋人 10. 微笑みの約束 11. ラストダンスは私に 12. CHICA BOOM |                                  |
| 4th                              | 1994年7月21日                    | SI                               | 1. 夏がせつない（6thシングル） 2. 今はひとりがいい（7thシングルのカップリング） 3. 25時の電話 4. Luz y Corazon ～真夏の午後の夢～ 5. 夜明けの青 6. 未来へのパートナー 7. Mango Mangue 8. Soy Rumbera 9. 恋人のままいるより 10. 水は雲になり やがて雨になる                                                    |                                  |
| 5th                              | 1995年7月21日                    | Mango                            | 1. 愛をCooking（8thシングル） 2. 青い空が見たい 3. Mango Mangue (Epcot Suite) 4. 明日への道 5. 今夜このまま・・・ 6. El Amigo 7. Southern Wind 8. RUMBA 9. あなたの声に逢いたくて（7thシングル） |                                  |

## タイアップ一覧
| 使用年 | 曲名                   | タイアップ                                                          |
| ------ | ---------------------- | ------------------------------------------------------------------- |
| 1992年 | Ah〜かんちがい         | 日本マクドナルド「マックシェイク」CMソング                          |
| 1992年 | カプセル               | 関西テレビ・フジテレビ系『さんまのまんま』テーマソング              |
| 1992年 | カプセル               | ESTのソルドCMソング                                                 |
| 1992年 | 異国の恋人             | ベリーズホーエー CMソング                                           |
| 1992年 | 愛し Te Quiero'        | レオマワールド CMソング                                             |
| 1992年 | 愛し Te Quiero'        | 緑電子株式会社 CMソング                                             |
| 1992年 | 高田病院へ行こう       | 中京テレビ・日本テレビ系『快快!高田病院へ行こう』オープニングテーマ |
| 1992年 | いちばん近い天国       | 中京テレビ・日本テレビ系『快快!高田病院へ行こう』エンディングテーマ |
| 1993年 | 星のささやき           | ベリーズホーエー CMソング                                           |
| 1993年 | Luna de miel           | ベリーズホーエー CMソング                                           |
| 1993年 | Que Será               | ベリーズホーエー CMソング                                           |
| 1993年 | はねムーンゴールド     | 出雲殿 CMソング                                                     |
| 1993年 | 春夏秋冬・朝昼夜       | TBS系 日曜劇場『カミさんの悪口』主題歌                              |
| 1994年 | 夏がせつない           | 関西セルラー CMソング                                               |
| 1994年 | 夏がせつない           | TBS系『ダチョウ舌調ナイト』エンディングテーマ                       |
| 1994年 | あなたの声に逢いたくて | 関西セルラー CMソング                                               |
| 1995年 | 愛をCooking            | TBS系『レシピの玉手箱』テーマソング                                 |
| 1995年 | Mango Mangué           | NHK-BS2『真夜中の王国 熱帯マンゴー』テーマ曲                        |